# Han Nolan
Han Nolan (ur. 1956 w Birmingham w Alabamie) – amerykańska pisarka, twórczyni literatury młodzieżowej.
W 1979 ukończyła studia licencjackie na University of North Carolina, a w 1981 magisterskie na Ohio State University. W 1997 za swoją powieść Dancing on the Edge otrzymała nagrodę National Book Award w kategorii literatura młodzieżowa.
Jest mężatką. Ma troje adoptowanych dzieci.

## Powieści
- If I Should Die Before I Wake (1994)
- Send Me Down a Miracle (1996)
- Dancing On the Edge (1997)
- A Face in Every Window (1999)
- Born Blue (2001)
- When We Were Saints (2003)
- A Summer Of Kings (2006)
- Crazy (2010)
- Pregnant Pause (2011)

## Literatura faktu
- Cyclopedia Of Young Adult (2005)